# Rzewnie
Rzewnie is een dorp in het Poolse woiwodschap Mazovië, in het district Makowski. De plaats maakt deel uit van de gemeente Rzewnie.